# يورغن ساوميل
يورغن ساوميل (بالألمانية: Jürgen Säumel)‏، من مواليد 8 سبتمبر 1984 في فريساك، النمسا، لاعب كرة قدم نمساوي. بدأ مسيرته الكروية مع نادي ستورم غراز في عام 2002. وبدأ باللعب مع منتخب النمسا لكرة القدم في عام 2005.

## روابط خارجية
- يورغن ساوميل على موقع الاتحاد الأوربي (الإنجليزية)
- يورغن ساوميل على موقع قاعدة بيانات كرة القدم.إي يو (الإنجليزية)
- يورغن ساوميل على موقع ناشيونال فوتبول تيمز (الإنجليزية)
- يورغن ساوميل على موقع Soccerway.com (الإنجليزية)
- يورغن ساوميل على موقع عالم كرة القدم.نت (الإنجليزية)
- يورغن ساوميل على موقع كووورة